# Enderleina
Enderleina és un gènere d'insectes plecòpters pertanyent a la família dels pèrlids.

## Hàbitat
En els seus estadis immadurs són aquàtics i viuen a l'aigua dolça, mentre que com a adults són terrestres i voladors.

## Distribució geogràfica
Es troba a Sud-amèrica: Veneçuela i el Brasil, incloent-hi la conca del riu Amazones.

## Taxonomia
- Enderleina bonita (Stark, 1989)
- Enderleina flinti (Stark, 1989)
- Enderleina froehlichi (Ribeiro-Ferreira, 1995)[10]
- Enderleina preclara (Jewett, 1960)
- Enderleina yano (Stark, 1989)[11][12][13]